# Nike Doukas
Nike Doukas est une actrice américaine.

## Biographie
Diplômée de l'Université du Wisconsin, elle joua dans des séries télévisées américaines comme Urgences, Malcolm, Boston Justice, Blind Justice ou encore Numb3rs ou Desperate Housewives où elle joue Natalie Klein, une ancienne collègue de Lynette Scavo.

## Filmographie

### Cinéma
- 1988 : '68
- 1999 : Seven Girlfriends

### Télévision
- 1986 : La Cinquième Dimension (The Twilight Zone)
- 1986 : Falcon Crest
- 1986 : Fresno
- 1988 : Terrorist on Trial: The United States vs. Salim Ajami
- 1988 : Hôtel
- 1988 : Favorite Son (en)
- 1989 : La Maison en folie (Empty Nest)
- 1989 : Vivre sans elle (Those She Left Behind)
- 1990 : Nick Mancuso, les dossiers secrets du FBI (Mancuso, FBI)
- 1990 : Au-delà du temps (Running Against Time)
- 1993 : Victim of Love: The Shannon Mohr Story
- 1995 : Urgences
- 1996 : Le Rebelle (Renegade)
- 1996 : Presque parfaite (Almost Perfect)
- 1997 : Little Girls in Pretty Boxes
- 1999 : Working
- 1999 : Caroline in the City
- 2001 : Diagnostic : Meurtre (Diagnosis Murder)
- 2001 : Amy (Judging Amy)
- 2002 : New York Police Blues
- 2004 : Malcolm (Malcolm in the Middle)
- 2004 : Le Protecteur (The Guardian)
- 2004 : Boston Justice (Boston Legal)
- 2005 : Blind Justice
- 2005 : Desperate Housewives
- 2005 : Esprits criminels (Criminal Minds)
- 2005 : FBI : Portés disparus (Without a Trace)
- 2007 : Numb3rs
- 2012 : Desperate Housewives (Saison 8) : Natalie Klein, dans le double épisode final de la série